# Ровескала
Ровеска̀ла (на италиански: Rovescala; на ломбардски: Ruscala, Рускала) е село и община в Северна Италия, провинция Павия, регион Ломбардия. Разположено е на 250 m надморска височина. Населението на общината е 884 души (към 2017 г.).